# Phyllophaga approxima
Phyllophaga approxima är en skalbaggsart som beskrevs av Robert E. Woodruff och Ivan T. Sanderson 2005. Phyllophaga approxima ingår i släktet Phyllophaga och familjen Melolonthidae. Inga underarter finns listade i Catalogue of Life.